# محمد باقر یونس
محمد باقر یونس (عربی: محمد باقر محمود يونس؛ زادهٔ ۷ ژوئیهٔ ۱۹۸۴) بازیکن فوتبال اهل لبنان بود.
وی همچنین در تیم ملی فوتبال لبنان بازی کرده‌است.